# Fimo-klei

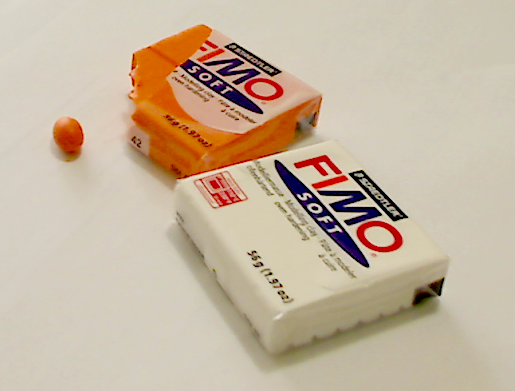
Blokken Fimo-klei

Fimo-klei is een kunststof boetseerklei.
Er zijn zes soorten Fimo-klei:
- Fimo classic
- Fimo soft
- Fimo effect
- Fimo kids
- Fimo professional
- Fimo leather effect

Fimo wordt veel gebruikt voor het maken van sieraden, kralen, beeldjes en andere decoraties.
De klei hardt niet bij kamertemperatuur, een boetseerwerk kan in een half uur gebakken worden op 110°C in een gewone keukenoven. Fimo-klei kan dus gewoon thuis worden gebruikt. Fimo wordt geproduceerd door het Duitse Staedtler GmbH.